# Босилково (Смолянська область)
Боси́лково (болг. Босилково) — село в Смолянській області Болгарії. Входить до складу общини Баніте.

## Населення
За даними перепису населення 2011 року у селі проживали 54 особи, усі — болгари.
Розподіл населення за віком у 2011 році:
Динаміка населення: